# Jacques Noyer
Jacques Noyer (ur. 17 kwietnia 1927 w Le Touquet-Paris-Plage, zm. 2 czerwca 2020 tamże) – francuski duchowny rzymskokatolicki, w latach 1987–2003 biskup Amiens.

## Życiorys
Święcenia kapłańskie przyjął 2 lipca 1950. 31 października 1987 został mianowany biskupem Amiens. Sakrę biskupią otrzymał 13 grudnia 1987. 10 marca 2003 przeszedł na emeryturę.